# Referéndum sobre el matrimonio igualitario en Eslovaquia de 2015
El referéndum sobre el matrimonio igualitario de Eslovaquia de 2015, fue un referéndum para vetar el matrimonio igualitario y prohibir la adopción a parejas del mismo sexo que tuvo lugar en Eslovaquia el 7 de febrero de 2015.
La iniciativa promovida por la Alianza por la Familia (en eslovaco: Aliancia Za Rodinu, AZR) llamó a urnas a 4,4 millones de personas en el país. Tras terminar la votación, Martin Poliacik, subsecretario de la Comisión Electoral Central, estimó que la participación rondaría entre el 30 y el 35 %.
Finalmente, tras el escrutinio se demostró que la participación no había llegado al 22 %, lo que invalidaba cualquier resultado del referéndum, puesto que se necesita un quorum mínimo del 50 % según la legislación eslovaca.

## Antecedentes
Eslovaquia es uno de los países que no reconoce el derecho a casarse a personas del mismo sexo. Tampoco les da otro reconocimiento (Unión civil) como otros países de su entorno, tales como Austria o Eslovenia.
En octubre de 2014, el parlamento de Eslovaquia legisló sobre su constitución para añadir una frase aclaratoria que defendiese que el matrimonio debía ser entre un hombre y una mujer.

## La iniciativa
La asociación civil Alianza por la Familia (AZR) lanzó la propuesta en 2014, tras lo que recogieron firmas para que se llevase a cabo el referéndum consultivo. Finalmente consiguieron reunir 420.000 firmas de todo el país.
En el referéndum se consultaban tres cuestiones: Si se debería prohibir expresamente a las parejas del mismo sexo casarse, si debería prohibirse a las parejas del mismo sexo poder adoptar y si se debería hablar de la homosexualidad en clases de educación sexual del sistema educativo.

### La Campaña

#### A Favor
La AZR financió la campaña a través de donaciones voluntarias. Reunió una cantidad no definida entre 110.000 y 150.000 €, con los cuales costearon toda su campaña.
Además, la Iglesia Católica en Eslovaquia se posicionó a favor de la iniciativa de vetar los matrimonios igualitarios. La imagen del papa Francisco se utilizó ampliamente por el sector, si bien no hay datos que respalden que el papa Francisco se posicionó en ninguno de los bandos de este referéndum.

#### En Contra
Varios medios de comunicación con sede en la capital y asociaciones proderechos LGBTI como Q-Leaders Forum o Iniciatíva Inakost promovieron debates, mesas abiertas y charlas en contra del referéndum y a favor de ampliar el reconocimiento de derechos al colectivo LGBT del país.
Se calcula que, en total, la postura e contra del referéndum invirtió más de 6 millones de euros durante la campaña.

## Resultados
| Pregunta                                                                  | A favor | A favor | En contra | En contra | Nulos/ en blanco | Total   | Votantes registrados | Participación |
| Pregunta                                                                  | Votos   | %       | Votos     | %         | Nulos/ en blanco | Total   | Votantes registrados | Participación |
| ------------------------------------------------------------------------- | ------- | ------- | --------- | --------- | ---------------- | ------- | -------------------- | ------------- |
| Pregunta 1 – Prohibición del matrimonio homosexual                        | 892.719 | 94,50   | 39.088    | 4,13      | 12.867           | 944.674 | 4.411.529            | 21,41%        |
| Pregunta 2 – Prohibición de la adopción por parte de parejas homosexuales | 873.224 | 92,43   | 52.389    | 5,54      | 19.061           | 944.674 | 4.411.529            | 21,41%        |
| Pregunta 3 – Educación sexual                                             | 853.241 | 90,32   | 69.349    | 7,34      | 22.084           | 944.674 | 4.411.529            | 21,41%        |
| Fuente: Estadísticas oficiales de la República de Eslovaquia              |         |         |           |           |                  |         |                      |               |

## Posreferéndum
Desde antes de las votaciones las encuestas ya vaticinaban que el referéndum no alcanzaría la participación necesaria, por lo que no hubo muchos comentarios al respecto.
Varios grupos pro-derechos LGBT, como Iniciativa Inakost hicieron declaraciones en las que explicaban que sacaban en positivo no tanto el hecho de que el referéndum no hubiese llegado a mínimos; si no el hecho de que había abierto la puerta a debatir sobre el tema en el país y lo había puesto en boca de todos.